# 阪神高速8号京都線

京阪神地域におけるルート図。赤線が阪神高速。

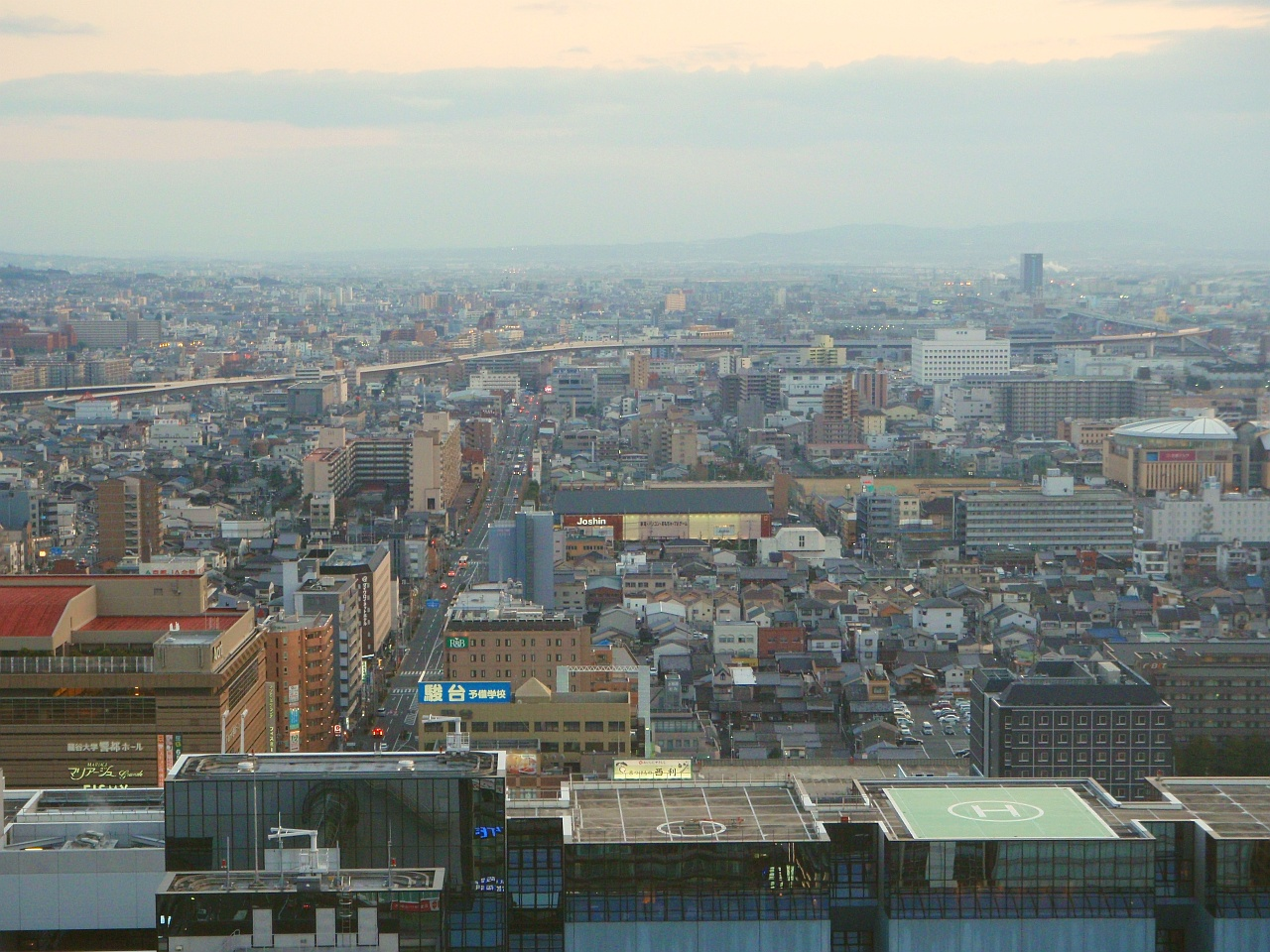
北側からの遠望。新油小路通から大きくカーブし、稲荷山トンネル方面（左手）へつながっている。左手のループは鴨川西出入口。（京都タワーより撮影。手前の建物は京都駅）

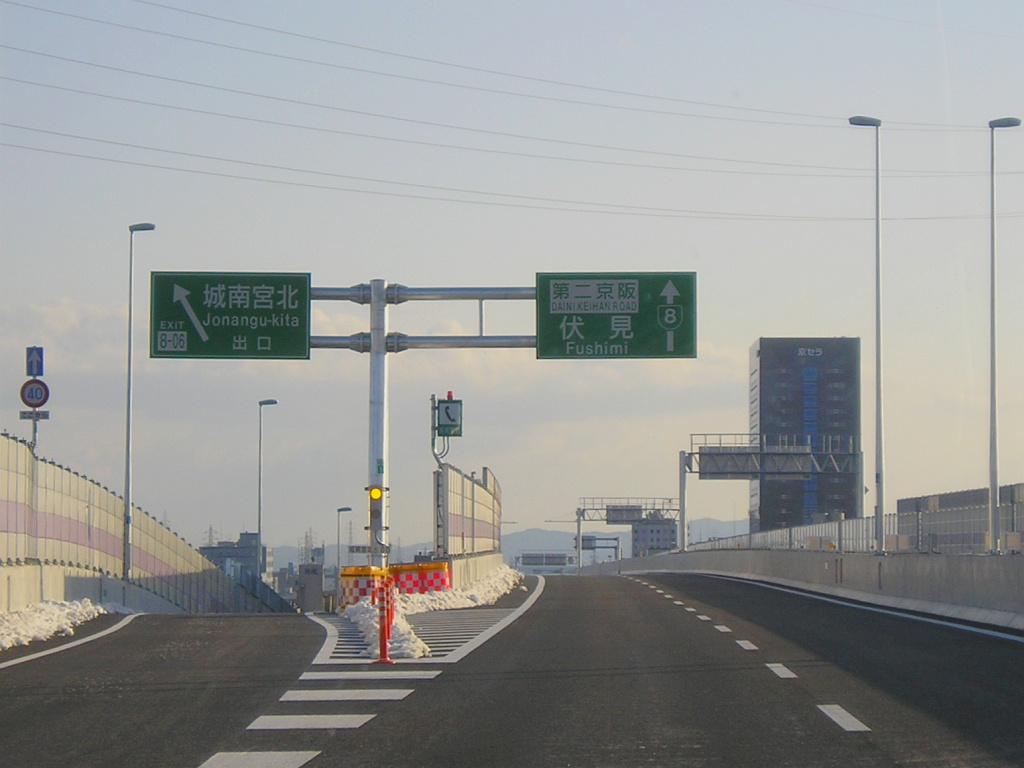
城南宮北出入口（下り線）付近。右奥には京セラの本社ビルが見える。

阪神高速8号京都線（はんしんこうそく8ごうきょうとせん、Route 8 Kyoto Line）は、かつて京都府京都市に存在した阪神高速道路の路線。延長10.1キロメートル。
2019年4月1日に鴨川東出入口（現・鴨川東IC）以西が西日本高速道路に移管され、第二京阪道路へ編入、山科出入口 - 鴨川東出入口の間は京都市へ移管され、無料開放となった。

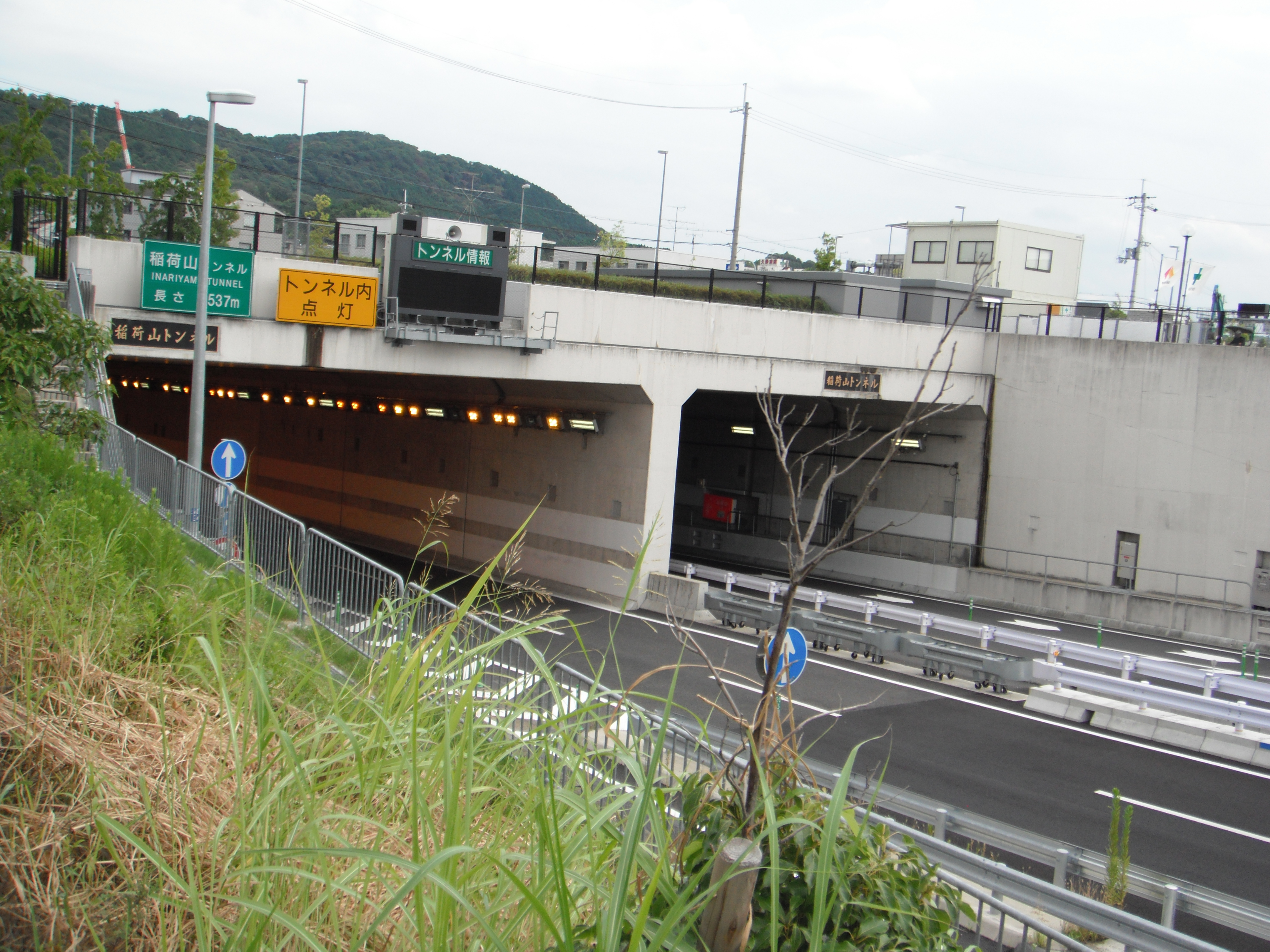
稲荷山トンネル（伏見区側から撮影）

## 概要
京都市初の都市高速道路であり、阪神高速道路としての営業を終了するまでの間、京都市唯一であった。
地域高規格道路の計画路線としては「京都高速道路」に指定されている。開通により並行して南北に走る京阪国道（国道1号）の南区・伏見区周辺での渋滞解消・低減が確認されている。

### 路線名
本路線は、京都市および西日本高速道路への移管まで、道路法上は市道であり、正式名称（路線名）として京都市道高速道路1号線及び京都市道高速道路2号線が付与されていた。
京都市道高速道路1号線
京都市山科区西野山桜ノ馬場町（山科出入口）から同市伏見区深草西川原町（鴨川東出入口）に至る延長2.8kmの区間。基本計画の路線名は新十条通であった。
京都市道高速道路2号線
京都市伏見区深草西川原町（鴨川東出入口）から同区向島大黒（第二京阪道路（洛南連絡道路）接続部）に至る延長7.3kmの区間。基本計画の路線名は油小路線であるが、2008年に供用を開始した2区間を接続する鴨川東出入口 - 上鳥羽出入口の1.9kmは油小路線斜久世橋区間として事業化された。
京都市道京都高速道路2号線は、阪神高速8号京都線が2019年に移管されて第二京阪道路（専用部）の一部となったことから、道路管理者が国土交通省となって京都市道ではなくなっており、道路法上の認定路線名も一般国道1号（油小路線）に変更されている。京都市道京都高速道路1号線の現況は京都高速道路#新十条通を参照。

### 独立した料金設定
この路線は阪神地区の他の路線とは直接接続しておらず、料金設定（料金圏）においても独立した区間となっていた。なお、それぞれの阪神高速道路を利用して両地区を往来する場合は他の有料道路（第二京阪道路・近畿自動車道および京滋バイパス・名神高速道路、それぞれ別料金）または一般国道などを経由することとなっていた。
上鳥羽出入口付近から分岐する計画だった京都高速道路久世橋線からは、さらに地域高規格道路候補路線京阪連絡道路として大阪の阪神高速5号湾岸線中島PA付近までつなげる構想もあった。

### 管理移管
近畿圏の高速道路料金体系の整理・統一とネットワーク整備の観点から、国土交通省が2016年12月に公表した「近畿圏の新たな高速道路料金に関する具体方針（案）」で、鴨川東出入口 - 第二京阪道路接続部間（油小路線）7.4 kmを西日本高速道路へ移管し、第二京阪道路等との一元的管理とするとともに、山科出入口 - 鴨川東出入口間（新十条通）2.7 kmは京都市へ移管し無料開放する方針が示された。この方針に基づき、関係者調整のうえ、2017年3月31日に日本高速道路保有・債務返済機構と阪神高速道路、西日本高速道路との間の協定が変更された。
これにより、阪神高速道路による「阪神高速道路8号京都線」としての営業は2019年3月31日で終了し、翌4月1日から「新十条通」（2.7 km）は本来の道路管理者である京都市のもと無料開放され、「油小路線」（7.4 km）は、西日本高速道路により既存の第二京阪道路の一部として一元的に管理されることになった。この管理移管に伴い、油小路線の区間の正式名称は「京都市道高速道路2号線」から「一般国道1号 油小路線」に変更された。

## 道路規格
- 道路区分 : 第2種第2級
- 設計速度 : 60 km/h
  - 出入口 40 km/h
- 車線数 : 4車線（鴨川東出入口-上鳥羽出入口間は暫定2車線）

## 車線・最高速度
| 区間                          | 車線 上下線=上り線+下り線 | 最高速度 |
| ----------------------------- | ------------------------- | -------- |
| 山科 - 鴨川東                 | 4=2+2                     | 60 km/h  |
| 鴨川東 - 上鳥羽               | 2=1+1                     | 60 km/h  |
| 上鳥羽 - 城南宮北             | 3=1+2                     | 60 km/h  |
| 城南宮北 - 第二京阪道路接続部 | 4=2+2                     | 80 km/h  |

## 出入口など
- 出入口番号欄の背景色が■である部分については西日本高速道路および京都市への移管時に供用済みであった区間を示している[14]。
- 阪神高速道路からの移管以降も、出入口番号は阪神高速8号京都線時代のものを引き継いでいる。ただし、第二京阪道路編入区間の出入口名称については、旧・阪神高速8号京都線時代は他の阪神高速に倣って「出入口」と称していたが、第二京阪道路編入時に元来からの第二京阪道路同様に「インターチェンジ」が正式な呼称となった。編入後の第二京阪道路（専用部）における現況は第二京阪道路#インターチェンジなどを参照。
- 全区間京都府京都市内に所在。各出入口およびトンネルの名称は「8号京都線」の路線呼称とともに2007年8月28日に決定された。

| 出入口 番号                               | 施設名                 | 接続路線名                 | 起点 から (km) | 備考                           | 所在地 |
| ----------------------------------------- | ---------------------- | -------------------------- | -------------- | ------------------------------ | ------ |
| 8-01                                      | 山科出入口             | 勧修寺今熊野線（新十条通） | 0.0            |                                | 山科区 |
| 8-02                                      | 鴨川東出入口           | 十条通 師団街道            | 2.7            | 山科方面のみ出入り可能         | 伏見区 |
| 8-03                                      | 鴨川西出入口           | 竹田街道                   | 3.3            | 第二京阪道路方面のみ出入り可能 | 南区   |
| 8-04                                      | 上鳥羽出入口           | 油小路通                   | 4.9            | 第二京阪道路方面のみ出入り可能 | 南区   |
| 8-06                                      | 城南宮北出入口         | 油小路通                   | 5.4            | 山科方面のみ出入り可能         | 伏見区 |
| 8-07                                      | 城南宮南出入口         | 油小路通                   | 6.7            | 第二京阪道路方面のみ出入り可能 | 伏見区 |
| 8-08                                      | 伏見出入口             | 油小路通 外環状線          | 8.1            | 山科方面のみ出入り可能         | 伏見区 |
| -                                         | （第二京阪道路接続部） | （第二京阪道路接続部）     | 10.1           |                                | 伏見区 |
| E89 第二京阪道路（洛南連絡道路） 門真方面 |                        |                            |                |                                |        |

## 沿革
2008年（平成20年）1月19日に上鳥羽出入口から第二京阪道路接続部までの区間（油小路線）が、同年6月1日に山科出入口から鴨川東出入口までの区間（新十条通、稲荷山トンネル）が、それぞれ供用を開始した。のちの2011年3月27日に、残る鴨川東出入口から上鳥羽出入口までの区間（油小路線斜久世橋区間）が供用開始され、全線が開通した。

### 年表
- 1995年（平成7年）
  - 3月 : 山科出入口 - 鴨川東出入口間（新十条通）が着工される[16]。
- 2000年（平成12年）
  - 1月 : 上鳥羽出入口 - 第二京阪道路接続部間（油小路線の一部）が着工される[17]。
- 2006年（平成18年）
  - 1月 : 十条換気所施設内に「京都高速　工事情報館」がオープン[18]（2008(平成20)年7月に閉鎖）。
  - 12月 : 稲荷山トンネル（西行）が貫通する[19]。
- 2007年（平成19年）
  - 8月 : 路線・トンネル名と各出入口の名称が決定する。
  - 12月 : 稲荷山トンネル（東行）が貫通する。
- 2008年（平成20年）
  - 1月19日 : 上鳥羽出入口 - 第二京阪道路（洛南連絡道路）接続部間の供用を開始する[注釈 4]。
  - 6月1日 : 山科出入口 - 鴨川東出入口間の供用を開始する。
  - 11月 : 鴨川東出入口 - 上鳥羽出入口間（油小路線・斜久世橋区間）が着工される[20]。
- 2011年（平成23年）
  - 3月27日 : 鴨川東出入口 - 上鳥羽出入口間の供用を開始する。城南宮北出入口 - 第二京阪道路（洛南連絡道路）接続部間の最高速度が60km/hから80km/hに引き上げられる[21]。
- 2019年（平成31年）
  - 4月1日 : 鴨川東出入口 - 第二京阪道路接続部間（油小路線）を西日本高速道路へ移管（国道1号 油小路線として）[22]。稲荷山トンネルが通る山科出入口 - 鴨川東出入口間（新十条通）を京都市へ移管し無料開放[23]。

## 交通量
24時間交通量（台）　道路交通センサス
| 区間                            | 平成22（2010）年度 | 平成27（2015）年度 |
| ------------------------------- | ------------------ | ------------------ |
| 山科出入口 - 鴨川東出入口       | 2,065              | 7,292              |
| 鴨川東出入口 - 鴨川西出入口     | 調査当時未開通     | 5,206              |
| 鴨川西出入口 - 上鳥羽出入口     | 調査当時未開通     | 15,615             |
| 上鳥羽出入口 - 城南宮北出入口   | 14,966             | 27,172             |
| 城南宮北出入口 - 城南宮南出入口 | 14,717             | 26,096             |
| 城南宮南出入口 - 伏見出入口     | 17,602             | 30,264             |
| 伏見出入口 - 第二京阪接続部     | 15,648             | 26,434             |

（出典：「平成22年度道路交通センサス」・「平成27年度全国道路・街路交通情勢調査」（国土交通省ホームページ）より一部データを抜粋して作成）